# 毕舍遮
毕舍遮（羅馬化：piśāca），又作毘舍闍（毗舍阇）、毗舍遮、辟舍柘、臂奢柘等，印度神话中以尸体和人的精气为食的恶鬼，又稱癫鬼（顛鬼）、癫狂鬼（颠狂鬼）、噉精鬼、食精气鬼，或食屍者、食血肉鬼、餐屍者（羅馬化：Kravyād）等。女性的毕舍遮被称为毕舍质（piśācī）。

## 印度教
毕舍遮的名字在印度教《梨俱吠陀》中只被提到过一次，是在歌颂因陀罗杀光毕舍遮与罗刹时。该颂歌中出现的单词为表示女性个体的piśācī（毕舍质，梵语的阴性形态变化）。在《夜柔吠陀》和《阿闼婆吠陀》中毕舍遮则被大量提到，往往是与其它几种非神的怪物，如阿修罗、罗刹、夜叉等并举。毕舍遮食人血肉，专吃死尸；有时也变化形状钻进人类体内。它们在黄昏时游荡于街头和人类住宅附近，据说不小心撞见它们的人在9个月内必死无疑。一般认为毕舍遮是死人的鬼魂幻化而成；但《毗湿奴往世书》说，它们是迦叶波之子，或是因梵天的愤怒而产生。
关于毕舍遮的起源，一种意见认为它们可能是鬼火的人格化（所以喜食死尸）。然而它们也十分可能是雅利安人对一些落后部落的蔑称和妖魔化。例如，波你尼在《八篇书》中说毕舍遮是一个武士种族。摩诃婆罗多中则说“毕舍遮人”生活在印度西北端，他们是生主迦叶波的后代。近代在当地进行语言调查时发现了被称为“毕舍遮语”（鬼语）的语言，属于印欧语系，非常接近于巴利语。饿鬼（preta，薜荔多）的概念可能衍生自毕舍遮。但在《往世书》时代，它们已经被视为不同的生物。《薄伽梵往世书》第2章列举了许多邪恶生物的名字，毕舍遮和饿鬼都在其中。

## 佛教
佛教一般认为毕舍遮是饿鬼道众生之一，如《三法度論》劃分畢舍遮為鬼趣。《大毗婆沙論》认为毗舍遮拥有畜生外相，故属于畜生道。
毕舍遮是四大天王持国天王的部属。在藏傳佛教密宗理論中，畢舍遮位于现图胎藏曼荼罗外院之南，形如饿鬼，手持人的殘肢、或“劫波罗”（Kapala，髑髏）。

## 资料来源
- 《宗教词典》，上海辞书出版社，ISBN 978-7-5326-2840-7
- 《世界神话辞典》，辽宁人民出版社，ISBN 7-205-00960-X
- 《The Civilized Demons: the Harappans in Rgveda》，Malati J. Shendge，ISBN 978-8-1701-7064-8